# Dasypus pilosus
El quirquincho peludo o tatú peludo (Dasypus pilosus) es una especie de mamífero cingulado de la familia Dasypodidae. Es endémico de la región de las Yungas en el Perú. No tiene subespecies reconocidas.